# 三粒花生酥
《三粒花生酥》（英語：Peanuts Trio）為謎米香港時尚生活節目，逢星期四 21:00 - 22:00 播放。

## 節目概覽
《三粒花生酥》是歐陽英傑（醫生）、筆華棋（作家）、Janice 冬菇（Popbee 網站創辦人）主理的時尚生活節目，內容圍繞時裝、娛樂圈、電視、電影、美食、科技。「三粒」代表三位主持人，「花生酥」是「fashion show」的諧音。2014年正式加入第四位主持人，Isaac，正職為一位股票經紀，主要負責電視劇集和美食內容。此節目前身為《明星潮醫館》（页面存档备份，存于），先後於香港人網及loved.hk愛上網播放，合作主持曾有蘇浩 (香港)、愛明、Johnny。

## 外部連結
- 謎米香港專頁（页面存档备份，存于）
- 《三粒花生酥》節目重溫（页面存档备份，存于）